# Megumi Nakajima
Megumi Nakajima (中島 愛?, Nakajima Megumi; Mito, 5 giugno 1989) è una doppiatrice e cantante giapponese.
Nel 2003, è entrata a far parte dell'agenzia di talenti Stardust Promotion dopo aver superato un'audizione. Successivamente, nel 2007, debutta come doppiatrice e cantante dopo aver superato un'audizione tenuta dalla compagnia musicale Victor Entertainment; è stata quindi scelta per interpretare il personaggio di Ranka Lee nella serie anime del 2008 Macross Frontier. Il suo primo singolo da solista Tenshi ni Naritai è stato pubblicato nel 2009, seguito dal suo primo album da solista I Love You nel 2010.
Oltre a Ranka, Nakajima è conosciuta anche per i suoi ruoli come Kaede Sakura in Kämpfer, Lyra in Fairy Tail, Cetra e Meloetta in Pokémon, Yuzuki Eba in A Town Where You Live, Megumi Aino/Cure Lovely in HappinessCharge Pretty Cure!, e Turi in Ascendance of a Bookworm. Le sue canzoni sono state inserite in serie come Kämpfer, Tamayura, Kotoura-san, Lagrange: The Flower of Rin-ne e Ascendance of a Bookworm. È anche la voce del software Vocaloid Megpoid. Nel 2013, ha annunciato una pausa indefinita dal canto per concentrarsi sulla sua carriera di attrice; è tornata a cantare nel 2017 con il singolo Watashi no Sekai, la cui canzone principale è stata utilizzata come tema finale della serie anime Fuuka.

## Doppiaggio

### Serie televisive anime
- Ranka Lee in Macross Frontier (2008)
- Miku in Akikan! (2009)
- Citron in Basquash! (2009)
- Kaede Sakura in Kämpfer (2009-2011)
- Lyra in Fairy Tail (2009)
- Chiho e Chise Mihara in Kobato. (2009)
- Cetra e Meloetta in Pokémon (2009,2012)
- Aiba Ruri in Sacred Seven (2011)
- Cecily in Last Exile (2011)
- Hoshi Manami in Tamayura (2011)
- Mari Tamagawa in Moshidora (2011)
- Sazanka Bianca in Aquarion Evol (2012)
- Grania in Rinne no Lagrange (2012)
- Arai Sofia in Saki (2012)
- Yuzuki Eba in A Town Where You Live (2013)
- Yō Kasukabe in Mondaiji-tachi ga isekai kara kuru sō desu yo? (2013)
- Megumi Aino / Cure Lovely in HappinessCharge Pretty Cure! (2014)
- Charlotte Eberfreya Drossel in Violet Evergarden (2018)
- Turi in Ascendance of a Bookworm (2019-in corso)
- Kororo in Shaman King (2021)

### Film d'animazione
- Ranka Lee in film di Macross Frontier (2009-2021)
- Megumi Aino / Cure Lovely in film di Pretty Cure (2014-2023)
- Julie in Words Bubble Up Like Soda Pop (2020)

### Videogiochi
- Ranka Lee in Macross Ace Frontier, Another Century's Episode R
- Mikuma, I-168, I-58 , Hatsuzuki in Kantai Collection
- Ineffa in Genshin Impact

## Discografia
- I Love You (2010)
- Be with You (2012)
- Thank You (2014)
- Curiosity (2018)
- Lovely Time Travel (2019)
- 30 Pieces of Love (2019)
- Green diary (2021)